# (10969) Perryman
(10969) Perryman es un asteroide del cinturón principal, descubierto por el astrónomo estadounidense Tom Gehrels y los astrónomos neerlandeses Cornelis Johannes van Houten y Ingrid van Houten-Groeneveld, el 13 de mayo de 1971, en los observatorios Monte Palomar y Leiden.

## Nombre
Se nombró en honor al astrónomo británico Michael Perryman, científico que participó activamente en las misiones de la Agencia Espacial Europea (ESA), Hipparcos y Gaia, es profesor de la Universidad de Leiden y líder en el desarrollo de la astrometría espacial.